# يارا المصري
يارا المصري مترجمة مصرية متخصصة في ترجمة الأدب الصيني المعاصر، والحاصلة على جائزة الإسهام المتميز في الكتاب الصينى فرع الشباب من دولة الصين ممثلة في وزارة الاعلام الصينية عن اسهامتها في ترجمة الأدب الصيني المعاصر.

## الخلفية
ولدت يارا المصري بمدينة الإسكندرية لعائلة قارئة والدها الشاعر إبراهيم المصري، لذلك تعتبر يارا أنها نشأت في بيت من البيوت التي فيها وجود الكتاب جزءاً من حياة الأسرة، نظراً لأن والدها شاعر وقارئ ويهتم بالكتب كثيراً ومكتبته غنية دائماً بالجديد والمتجدد. وعلى حد قولها:«في هذا البيت نشأت علاقة وثيقة بيني وبين الكلمة، ويمكنني أن أدعي أنني قارئة نهمة جداً»، كما أن يارا تثق كثيرا في رأي والدها إبراهيم المصري وهو من نصحها بالالتحاق بكلية الألسن ودراسة اللغة الصينية. وتنتقل يارا حاليا بين ثلاثة عواصم القاهرة، أبو ظبي وبكين.

## الدراسة
التحقت يارا بكلية الألسن ـ جامعة عين شمس في القاهرة، وذلك مع السؤال عن مستقبل الدراسة الجامعية، حيث كانت تميل يارا إلى دراسة العلوم وبخاصة الجيولوجيا.ولكن استقر الأمر بمشورة والدها الشاعر إبراهيم المصري على دراسة اللغة الصينية لكونها لغة القوة الصاعدة في القرن الحادي والعشرين، خاصة أنها تتقن اللغة الإنجليزية كذلك، وترى يارا أن الثقافة الصينية ذاتها حاضرة في مفردات كثيرة في حياتنا العربية كالشاي مثلاً والحبر و«الصيني» كما هو اسمه في مصر- أي أطقم الخزف الملون للطعام أو للشاي- وثمة طبقات أعمق لحضور الثقافة الصينية في حياتنا العربية، لأن الصين والمنطقة العربية من مناطق المزج الحضاري والثقافي على مدى آلاف السنين.وهكذا اتجهت يارا إلى دراسة اللغة الصينية.وقبل أن تنهي دراستها بكلية الألسن توقفت يارا عام وسافرت إلى الصين والتحقت بجامعة شاندونغ للمعلمين في مدينة جينان بالصين حيث حصلت على شهادة طالب متخصص في اللغة الصينية، ومن ثم عادت إلى مصر وأنهت دراستها للغة الصينية بكلية الألسن عام 2012.وقتها كانت قد بدأت بالفعل في ترجمة نماذج من القصة القصيرة مثل قصة «أبي وأمي» وكتبت مقال عن رحلتها إلى الصين بعنوان«رحلة مع التنين»، وهكذا كانت البداية العملية التي ساعدها فيها المترجمين عن اللغة الصينية الأستاذ حسانين فهمي والأستاذ محسن فرجاني.

## الترجمة
كانت تجربة يارا الأولى في الترجمة عن الصينية في مواد مثل الاقتصاد والسياسة ومواد علمية أخرى، إلا أنها لم تجد شغفها في هذا النوع من الترجمة، وقامت بترجمة أول قصة من مجلة صينية- كانت قد اشترتها من أحد الاكشاك أثناء تواجدها في بكين بعنوان«أبي وأمي» وعندما شعرت بقدرتها على التفاعل مع نص أدبي توالت ترجمة يارا بعد ذلك للقصص، الدراسات، القصائد والشعر.ومن هنا بدأت مسيرة يارا في ترجمة الأدب الصيني.
تعتمد يارا في اختيار الكتب التي تترجمها في المقام الأول على ذائقتها وثقافتها الأدبية، تقول يارا عن ذلك: «قد تُعَرضُ عليَّ كتب وأجد كتاباً منها قريباً من ذائقتي، وقد أرفض كتاباً، وأنا في النهاية لا أزال في حقل الترجمة الإبداعية، وأسعى مستقبلاً إلى توسيع الحقل ليشمل مجالاتٍ أخرى في ترجمة كتب من الصينية إلى العربية أرى أنها جديرة بالترجمة».
وعن اختيارات يارا لما تترجمه من الأدب الصيني المجموعة القصصية الأولى (العظام الراكضة)، والثانية (رياح الشمال)، بترشيح من الأستاذ الدكتور حسانين فهمي، ورواية «الذواقة» التي صدرت عن الهيئة المصرية العامة للكتاب كانت ضمن أعمال مُرشحة للترجمة إلى العربية، أما الأعمال التي ترجمتها يارا بعد ذلك كانت كلها من اختيارها الشخصي، فتعتمد على ذائقتها في الاختيار وتفاعلها مع النص، بالإضافة إلى بعض المعايير الأخرى مثل المترجمين الآخرين، شهرة العمل وشهرة الكاتب وحصوله على جائزة مثلاً.وتقول يارا:«لكن الأهم من وجهة نظري، هو الرؤية الوجودية والثقافية للعمل، وعلى سبيل المثال؛ فإن رواية الذواقة، هي عن شخص شره للطعام، لكن حياته في الرواية تكشف عن نحو نصف قرنٍ من الحياة الصينية المعاصرة وتحولاتها، الأمر الذي يشبه في بعض جوانبه ما حدث في بلادنا».

### صعوبات الترجمة
ترى يارا أن المشاكل التي يواجها المترجم مشتركة بين اللغات جميعها ولكن بالنسبة للغة الصينية- فأكثر الصعوبات التي يواجهها المترجم هي الخلفية التاريخية والثقافية للبلد، وذلك بسبب اتساع مساحة الصين وضمها للعديد من القوميات، والتي تتميز كل قومية منها بعادات للمأكل والمشرب والملبس والمعيشة بشكل عام، إلى جانب مرور الصين بالكثير من الأحداث التاريخية الكبيرة، كحرب الأفيون وحرب المقاومة ضد اليابان، والثورة الثقافية، وبداية الإصلاح والانفتاح. وإلى جانب الخلفية الثقافية والتاريخية، فاللغة الصينية لغة متجددة، بمعنى أن المفردات قد تكتسب معاني جديدة قد لا يحتوي عليها القاموس. كما أن الجملة الصينية قد تكون مختصرة في كثير من الأحيان، وهذا يعني أنه يمكن التعبير عن جملة كاملة باللغة العربية مثلا في ثلاثة أو أربعة رموز صينية، وإن لم يكن المترجم على دراية بهذا الأمر فبالتأكيد ستواجهه صعوبة في الترجمة.لذلك إن لم يكن المترجم مطلعاً على جميع هذه الأمور، بالتأكيد ستكون عملية الترجمة بالنسبة له صعبة وشاقة. ولهذا يجب على المترجم أن يكون صبورا ودقيقا في البحث. وفي المقابل تجد يارا أن القواعد النحوية والأساليب البلاغية في اللغة الصينية سهلة وليست بالصعوبة المتصورة.
من أبرز المعوقات والإشكاليات التي تواجه المترجم عن الأدب الصيني هي أن الثقافة الصينية ثقافة معقدة، فهي مشحونة بمخزون من الأمثال والأساطير والحكايات والاختصارات والرموز التي قد يكون أو لا يكون في أغلب الأحيان لها نظير في الثقافة العربية، وتلك واحدة من الصعوبات التي يواجهها المترجم عن اللغة الصينية عند الترجمة، ومن بين الصعوبات كذلك التي يواجهها المترجم عن اللغة الصينية الخلفية التاريخية والثقافية للبلد، وذلك بسبب اتساع مساحة الصين وضمها العديد من القوميات، حيث تتميز كل قومية منها بعادات للمأكل والمشرب والملبس والمعيشة بشكل عام.
من الصعوبات أيضا ما يفتقده مجال الترجمة من الجهد المؤسسي، بالرغم من وجود مؤسسات كالمركز القومي للترجمة في مصر- وهذه نقطة في غاية الأهمية- بالإضافة إلى مكافأة المترجمين على جهدهم، إذ يتم التعامل معهم كما لو كانوا درجة أدنى من المؤلفين، مع أن المترجمين بالذات كانوا ولا يزالون قوة دافعة وأساسية منذ عصر النهضة العربية وحتى اليوم.

## الأعمال
أعمال يارا المترجمة والمنشورة:
- العظام الراكضة، المؤلفة: «آشه». مجموعة قصصية صدرت عن بيت الحكمة والإعلام في الصين 2015.
- الفرار عام 1934، المؤلف: سوتونغ. رواية. دار الصدى – مجلة دبي الثقافية – الطبعة الأولى. مايو 2015 – الطبعة الثانية عن دار مسعى للنشر والتوزيع 2017.
- رياح الشمال، المؤلفة: بينغ يوان. مجموعة قصصية. صدرت عن دار الحكمة للإعلام والنشر 2016.
- الذوَّاقة، المؤلف: الكاتب الراحل لو وين فو. رواية صدرت عن سلسلة الجوائز التابعة للهيئة المصرية العامة للكتاب 2016.
- أحتضن نمراً أبيضَ وأعبرُ المحيط، المؤلف: الشاعر الراحل خاي زي. مختارات شعرية صدرت عن دار النسيم بالتعاون مع مجموعة النشر التابعة لجامعة بكين للمعلمين 2017.
- زوجات ومحظيات. المؤلف: سوتونغ. رواية قصيرة صدرت عن دار مسعى للنشر والتوزيع 2017.
- حياة أخرى للنساء. المؤلف: سوتونغ. روايات قصيرة صدرت عن دار مسعى للنشر والتوزيع 2018.
- معابد معتمة. المؤلف: شي تشوان. مختارات شعرية صدرت عن دار مسعى للنشر والتوزيع 2018.
- شئ اسمه حجر. المؤلف: أويانغ جيانغ خي. مختارات شعرية، صدرت عن دار مسعى للنشر والتوزيع 2019.
- الحب في القرن الجديد (رواية). تأليف: تسان شييه. صدرت عن دار ممدوح عدوان للنشر 2021.[6]

## مشاركات
وشاركت يارا في مؤتمر المترجمين لترجمة الأعمال الأدبية الصينية الذي عقد في الصين أغسطس 2016، وأغسطس 2018، كما شاركت في ورشة للكتابة والترجمة في أكاديمية لوشون للأدب في بكين نوفمبر– ديسمبر 2017.
شاركت في ندوة (هل يجب أن تكون متذوقًا للأدب كي تتقن الترجمة الأدبية) ضمن الفعاليات الثقافية المصاحبة لمعرض الرياض الدولي للكتاب 2022.
تمتلك يارا مدونة إلكترونية باسم «ترجمات يارا المصري» تنشر فيها قصائد وقصص مترجمة من اللغة الصينية إلى العربية.

## الجوائز
- فازت يارا بالمركز الأول في مسابقة جريدة أخبار الأدب للشباب في الترجمة عام 2016 عن ترجمتها لرواية الذوَّاقة للكاتب الصيني «لو وين فو».
- جائزة «الإسهام المتميز في الكتاب الصيني فرع الشباب» عن مجمل أعمالها عام 2019. والتي يتم توزيعها عشية افتتاح معرض بكين للكتاب.
- فازت المركز الأول في جائزة الشيخ حمد للترجمة والتفاهم الدولي في دورتها السابعة عام 2021، فازت عن ترجمتها لرواية (الحب في القرن الجديد) للكاتبة الصينية تسان شييه.[8]